# Ciudadela de Besanzón

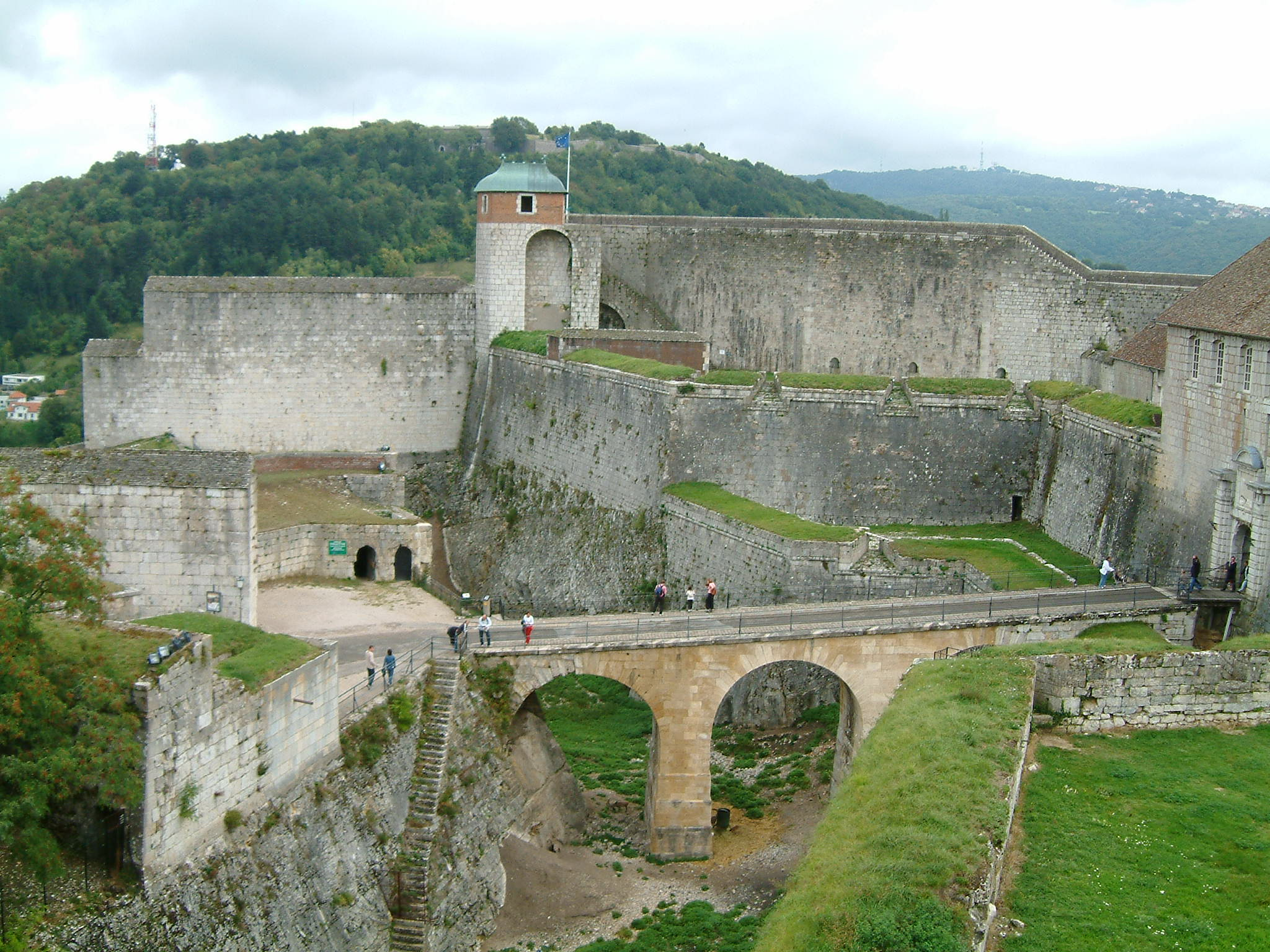
Entrada a la fortificación Front Royal.

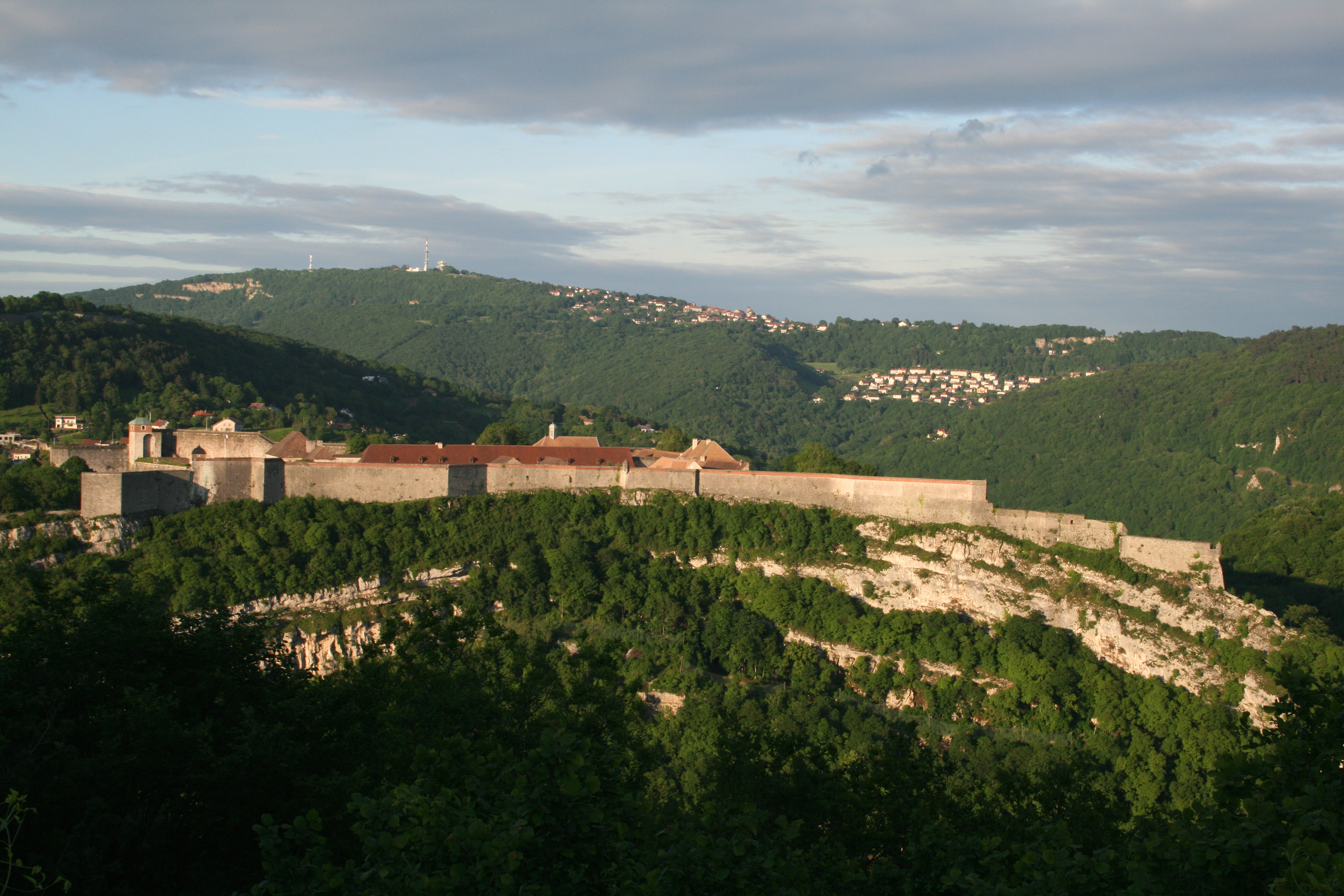
Vista desde el suroeste de la ciudadela.

La ciudadela de Besanzón es uno de los más bellos monumentos franceses, construida por Vauban en 1668. Ahora es el monumento más visitado del Franco Condado, con más de 270.000 visitantes al año. Está registrada en el Patrimonio de la Humanidad desde el 7 de julio de 2008.

## Historia
El monumento que constituye el símbolo de la ciudad de Besanzón es la ciudadela construida por Vauban, el famoso ingeniero militar del rey Luis XIV. Se edificó entre 1668 y 1711 en el emplazamiento del Mont Saint-Étienne, destacando a más de 100 metros sobre la antigua ciudad. La ciudadela es la atracción turística más visitada de la región del Franco Condado y uno de los más visitados de Francia con alrededor de 270.000 visitantes cada año.
Hoy, la ciudadela es un centro multicultural que cuenta con dos museos: el Museo de la Resistencia y de la Deportación y el Musée Comtois que presenta las tradiciones populares de la región del Franco Condado. El monumento posee también un jardín zoológico especializado en la preservación de especies en vías de desaparición (macacos de Japón, tigres de Siberia...), un acuario, un insectarium (insectos vivientes) y un noctarium (animales nocturnos de la región).
La ciudadela es la llave del sistema de fortificaciones, pero muchos otros edificios militares se pueden destacar en la ciudad y sus alrededores. Además de la ciudadela, Vauban edificó el Fuerte Griffon que puede considerarse como una segunda ciudadela, un cinturón de murallas para el cual diseñó bastiones con bóvedas gruesas y dos plantas desde donde disparar al atacante, y cuarteles para albergar una guarnición de 1.500 a 2.000 soldados.